# Gaia Cauchi
Pour les articles homonymes, voir Cauchi.
Gaia Cauchi, née le 19 novembre 2002 à Mġarr, est une chanteuse maltaise. Elle a représenté Malte lors du Concours Eurovision de la chanson junior 2013 et a remporté la compétition avec sa chanson The Start.

## Avant l'Eurovision Junior 2013
Le premier concert à l'international de Gaia Cauchi a lieu en 2011 où elle apparaît dans l'émission italienne Ti Lascio Una Canzone et où elle interprète Proud Mary de Tina Turner. Un an plus tard, elle remporte, dans sa catégorie, à l'âge de neuf ans, le festival de Sanremo junior où elle a chanté One Night Only, titre de la bande originale du film Dreamgirls.

## Concours Eurovision de la chanson junior 2013
Après une pause de deux ans, PBS (Public Broadcasting Services) décide de retourner au Concours Eurovision de la chanson junior en 2013. PBS, le radiodiffuseur national maltais, choisit via une sélection interne Gaia Cauchi pour représenter l'île.
Le 30 novembre 2013, Cauchi remporte la 11e édition du concours avec sa chanson The Start et 130 points devant l'Ukraine, la Biélorussie et neuf autres pays participants. Elle devient la première Maltaise à remporter le Concours Eurovision junior et la première personne à remporter une compétition organisée par l'Union européenne de radio-télévision.